# Tridentiger brevispinis
Espèce
Tridentiger brevispinis est une espèce de gobies de la famille des Gobiidae, qui peut vivre en eau douce, saumâtre, ou marine. Il est endémique des zones tempérées de l'Asie (Japon et Corée).

## Référence
- (en + fr) FishBase : espèce Tridentiger brevispinis (Katsuyama, Arai & Nakamura, 1972) (+ traduction) (+ noms vernaculaires 1 & 2)
- (fr + en) ITIS : Tridentiger brevispinis (Katsuyama, Arai & Nakamura, 1972)